# Đaur
Đaur (turski: gâvur) je turski prijezirni izraz za kršćane. Riječ gâvur u turski jezik došla je iz perzijskoga, od riječi gebr, što znači pristaša zaratustrizma, zoroastrijanac, poganin, nevjernik, krivovjernik, nemusliman. U Osmanskom Carstvu označavala je svakoga podanika koji nije musliman. Često se koristi u narodnim pjesmama.
Istoga su postanja i značenja riječi: m. đavur, đaurin, kaur, kaurin; f. đaurka, đaurkinja, đaurica, kaurka, kaurkinja; n. đaurče, kaurče; f. sg. t. đaurčad, kaurčad.